# Stephen Hopkins
Stephen Hopkins (Giamaica, 1º novembre 1958) è un regista, produttore cinematografico e produttore televisivo australiano con cittadinanza britannica.

## Biografia
Hopkins, che ha esordito con il film australiano Giochi pericolosi nel 1987, oltre a girare film di successo come Lost in Space - Perduti nello spazio, Under Suspicion, Tu chiamami Peter, I segni del male e Race - Il colore della vittoria, è diventato anche un produttore televisivo di successo. Ha inoltre diretto la prima stagione della serie televisiva 24 e le prime due stagioni di Californication. 

## Filmografia
- Giochi pericolosi (Dangerous Game) (1987)
- Nightmare 5 - Il mito (A Nightmare on Elm Street: The Dream Child) (1989)
- Predator 2 (1990)
- Cuba libre - La notte del giudizio (Judgment Night) (1993)
- Blown Away - Follia esplosiva (Blown Away) (1994)
- Spiriti nelle tenebre (The Ghost and the Darkness) (1996)
- Lost in Space - Perduti nello spazio (Lost In Space) (1998)
- Under Suspicion (2000)
- Tu chiamami Peter (The Life and Death of Peter Sellers) (2004)
- I segni del male (The Reaping) (2007)
- Race - Il colore della vittoria (Race) (2016)